# Route nationale 482
Die N482 war von 1933 bis 1973 eine französische Nationalstraße, die zwischen Roanne und Digoin verlief. Ihre Länge betrug 56 Kilometer.